# Cartodere strupii
Cartodere strupii là một loài bọ cánh cứng trong họ Latridiidae. Loài này được Holzel miêu tả khoa học năm 1946.